# Dymasius hefferni
Dymasius hefferni là một loài bọ cánh cứng trong họ Cerambycidae.